# Mong Tong Airport
Mong Tong Airport är en flygplats i Myanmar.   Den ligger i regionen Shanstaten, i den centrala delen av landet, 290 km öster om huvudstaden Naypyidaw. Mong Tong Airport ligger 503 meter över havet.
Terrängen runt Mong Tong Airport är huvudsakligen kuperad. Mong Tong Airport ligger nere i en dal. Runt Mong Tong Airport är det mycket glesbefolkat, med 6 invånare per kvadratkilometer. I omgivningarna runt Mong Tong Airport växer huvudsakligen savannskog.